# Luxottica
Luxottica Group S.p.A. — це італійський конгломерат окулярів і найбільша у світі компанія в галузі окулярів. Він базується в Мілані, Італія.
Будучи вертикально інтегрованою компанією, Luxottica розробляє, виробляє, розповсюджує та продає свої бренди окулярів, включаючи LensCrafters, Sunglass Hut, Apex by Sunglass Hut, Pearle Vision, Target Optical, план догляду за зором Eyemed та Glasses.com. Найвідоміші бренди — Ray-Ban, Persol та Oakley.
Також Luxottica виготовляє сонцезахисні окуляри та рецептурні оправи для таких дизайнерських брендів, як Chanel, Prada, Giorgio Armani, Burberry, Versace, Dolce and Gabbana, Miu Miu і Tory Burch.
У січні 2017 року Luxottica оголосила про злиття з Essilor. Об'єднане підприємство керувало б більше однієї чверті світових продажів окулярів. У березні 2018 року Єврокомісія беззастережно схвалила злиття Essilor та Luxottica. 1 жовтня 2018 року народилася нова холдингова компанія EssilorLuxottica, що призвело до загальної ринкової капіталізації близько 57 мільярдів євро.

## Історія
Леонардо Дель Веккіо заснував компанію в 1961 році в Агордо на північ від Беллуно, Венето; сьогодні головний офіс компанії знаходиться в Мілані, Італія.
Дель Веккіо розпочав свою кар'єру як підмайстер у виробнику інструментів та штампів у Мілані, але вирішив перетворити свої навички металообробки на виготовлення деталей окулярів. Тож у 1961 році він переїхав до Агордо в провінції Беллуно, де проживає більшість італійських окулярів. Новою компанією стала компанія Luxottica s.a.s., товариство з обмеженою відповідальністю з Del Vecchio як одним із партнерів-засновників. У 1967 році він почав продавати цілі оправи для окулярів під торговою маркою Luxottica, що виявилося досить успішним, і до 1971 року він закінчив контрактну виробничу діяльність.
Переконавшись у необхідності вертикальної інтеграції, у 1974 році він придбав Скарроне, дистриб'юторську компанію. У 1981 році компанія створила свою першу міжнародну дочірню компанію в Німеччині, першу за стрімкий період міжнародної експансії. Перша з багатьох ліцензійних угод з дизайнером була укладена з Армані в 1988 р.
Компанія, зареєстрована в Нью-Йорку в 1990 р., та в Мілані в грудні 2000 р. приєдналася до індексу MIB-30 (нині FTSE MIB) у вересні 2003 р. Лістинг зібрав гроші для компанії і дозволив їй використовувати свої акції для придбання інших торгових марок, починаючи з італійського бренду Vogue Eyewear у 1990 році, Persol та США Shoe Corporation (LensCrafters) у 1995 році, Ray-Ban у 1999 та Sunglass Hut, Inc. у 2001 р. Пізніше Luxottica збільшила свою присутність у роздрібному секторі, придбавши OPSM у Сіднеї в 2003 році, Pearle Vision та Cole National в 2004 році. Luxottica придбала Oakley у листопаді 2007 року за 2,1 млрд. Доларів США. Oakley намагався оскаржити їх ціни через велику частку ринку Luxottica, і Luxottica у відповідь скинула Oakley зі своїх магазинів, в результаті чого ціна їх акцій знизилася, а потім вороже захоплення компанією Luxottica. У серпні 2011 року Luxottica придбала Erroca за 20 мільйонів євро. У березні 2014 року було оголошено, що Luxottica стане партнером Google у розробці Google Glass та його інтеграції в окуляри Luxottica.
1 вересня 2014 року було оголошено нову організаційну структуру, що складається з двох спів-генеральних директорів, один з яких зосереджений на розвитку ринку, а інший наглядає за корпоративними функціями. Після виходу колишнього генерального директора Андреа Герри Енріко Кавартата був призначений генеральним директором з корпоративних функцій та тимчасовим генеральним директором Market (до нового та постійного призначення на цю посаду). Кавартата покинув компанію через 40 днів після призначення генеральним директором. У 2016 році повідомлялося, що Luxottica втратила свого третього виконавчого директора за півтора року, коли Аділ Мехбуб-Хан пішов з посади через рік після того, як замінив Кавартарту.
У січні 2017 року компанія домовилася про злиття з Essilor. Угода також пропонувала план наступництва Леонардо Дель Веккіо, засновника компанії. Незадовго до завершення злиття репортер Сем Найт написав у The Guardian, "за сім століть видовищ ніколи не було нічого подібного. Новий об'єкт коштуватиме близько 50 млрд. Доларів (37 млрд. Фунтів стерлінгів), продається близько мільярда пар лінзи та оправи щороку, а кількість працівників перевищує 140 000 чоловік " 1 жовтня 2018 року була заснована нова холдингова компанія EssilorLuxottica, що призвело до загальної ринкової капіталізації близько 57 млрд євро.
У серпні 2018 року Luxottica відновив міст Академії у Венеції.

## Бренди окулярів
Дві основні пропозиції Luxottica — це сонцезахисні окуляри та рецептурні оправи. Компанія працює у двох секторах: виробництво та оптова торгівля та роздрібна торгівля.
Домашні бренди включають наступне: Ален Міклі Арнетт Коста Дель Мар Системи безпеки очей (ESS) Luxottica Оклі Олівер Напс Персол Ray Ban Сферофлекс Окуляри Vogue
Компанія також виготовляє окуляри за ліцензією на такі дизайнерські марки: Джорджо Армані Біржа Армані Брати Брукс Булгарі Burberry Шанель Тренер Dolce & Gabbana Емпоріо Армані Майкл Корс
Міу Міу Поло Ральф Лорен Прада Окуляри Ральфа Ральф Лоурен Скудерія Феррарі Starck Biotech Paris Tiffany & Co.
Торі Берч Валентино Версаче
Ці марки продаються у власних магазинах компанії, а також незалежним дистриб'юторам, таким як універмаги, магазини безмитної торгівлі та оптики.

## Роздрібна торгівля
Luxottica Retail має близько 9 100 торгових точок у США, Латинській Америці, Канаді, Індії, Китаї, Австралії, Новій Зеландії, Південній Африці, Великій Британії та Об'єднаних Арабських Еміратах. Штаб-квартира відділу роздрібної торгівлі знаходиться в Мейсоні, штат Огайо, США (Північна Америка). Їх роздрібні банери містять наступне: Сонцезахисна хатина Apex by Sunglass Hut Хата-видовище Лінзові крафтери Перлове бачення Оптична ціль OPSM ІЛОРІ EyeMed Vision Care
Оптичний магазин Аспен Лаубман і Панк ГМО Олівер Напс Ален Міклі Оклі Девід Клулов Glasses.com Econópticas
Оптики Джона Льюїса (у партнерстві з універмагами John Lewis and Parthers) Salmoiraghi e Viganò Óticas Керол VistaSì Ray Ban
Luxottica є найбільшим роздрібним продавцем оптичних товарів у США, з 7,3 % роздрібних продажів у США в 2015 році. Завдяки злиття з Essilor у 2018 році компанія володіє Coastal / Clearly, онлайн-гігантом для роздрібної торгівлі окулярами, придбаним у 2014 році, який поставляється в понад 200 країн, поряд із початковим ринком Північної Америки.

## Медична керована допомога
Luxottica також володіє EyeMed Vision Care, керованою організацією з догляду за зором у Сполучених Штатах. Станом на 2014 рік, це друга за величиною компанія із забезпечення бачення в США.

## Критика

### Монополістична практика ціноутворення
Компанію критикували за високу ціну її фірмових окулярів, таких як Ray-Ban, Oakley та деяких інших. У 60-хвилинному сегменті 2012 року основна увага приділялася тому, чи використовувались великі пакети акцій компанії в галузі для підтримки високих цін. Luxottica володіє не лише великим портфоліо торгових марок (понад десяток), таких як Ray-Ban і Oakley, а також роздрібними торговцями, такими як Sunglass Hut і Oliver Peoples, оптичними відділами Target і Sears, а також ключовими страховими групами очей включаючи другу за величиною страхову фірму в США. Її звинуватили у повному монополізмі на оптичну промисловість та надмірній оплаті її продукції; наприклад, тимчасово вилучити тодішнього конкурента Oakley зі списку дизайну рами, потім, коли акції компанії зазнали краху, придбавши компанію, потім збільшивши ціни на сонцезахисні окуляри Ray-Ban. Крім того, стверджується, що, володіючи компанією EyeMed, яка страхує зір, вона також контролює частину ринку покупців.
Компанія заявила, що ринок є надзвичайно конкурентоспроможним, і що їх рамки становлять ~ 10 % продажів у всьому світі та ~ 20 % у Сполучених Штатах. Euromonitor International підрахував, що частка ринку Luxottica у світі становить 14 %, а друга за величиною компанія в галузі, Essilor, має 13 % частки ринку. Третім за величиною гравцем стала компанія Johnson & Johnson з часткою ринку 3,9 %. У жовтні 2018 року Luxottica та Essilor об'єдналися в єдину компанію EssilorLuxottica, яка зараз займає майже 30 % частки світового ринку і представляє майже мільярд пар лінз та оправ щорічно продається.
Серіал HBO минулого тижня ввечері з Джоном Олівером критикував компанію як яскравий випадок корпоративної консолідації, як і серіал TruTV Адам руйнує все.
У 2019 році засновник LensCrafters Е. Дін Батлер поспілкувався з Los Angeles Times, визнавши, що домінування Luxottica в галузі окулярів призвело до націнок майже на 1000 %. В інтерв'ю Батлер зазначив: «Ви можете отримати дивовижно якісні кадри з рівнем якості Warby Parker за від 4 до 8 доларів. За 15 доларів ви можете отримати кадри дизайнерської якості, такі, як від Prada». Коли йому сказали, що деякі окуляри коштують у Сполучених Штатах до 800 доларів, Батлер зауважив: «Я знаю. Це смішно. Це повне розкрадання».

## Основні акціонери
Список акціонерів Luxottica з більш ніж 2 % акцій, представлених голосуючими акціями на 23 грудня 2014 р.
- Delfin S.a.r.l. 66,485 %
- Deutsche Bank Trust Company Americas (як депозитарій ADR) 7,466 %
- Джорджо Армані 4.955 %

У вересні 2012 року Delfin S.a.r.l. зменшив свою частку Luxottica з 66 % до 62,1 % , але згодом знову збільшив свою частку до 66 %.